# Kästeklippen

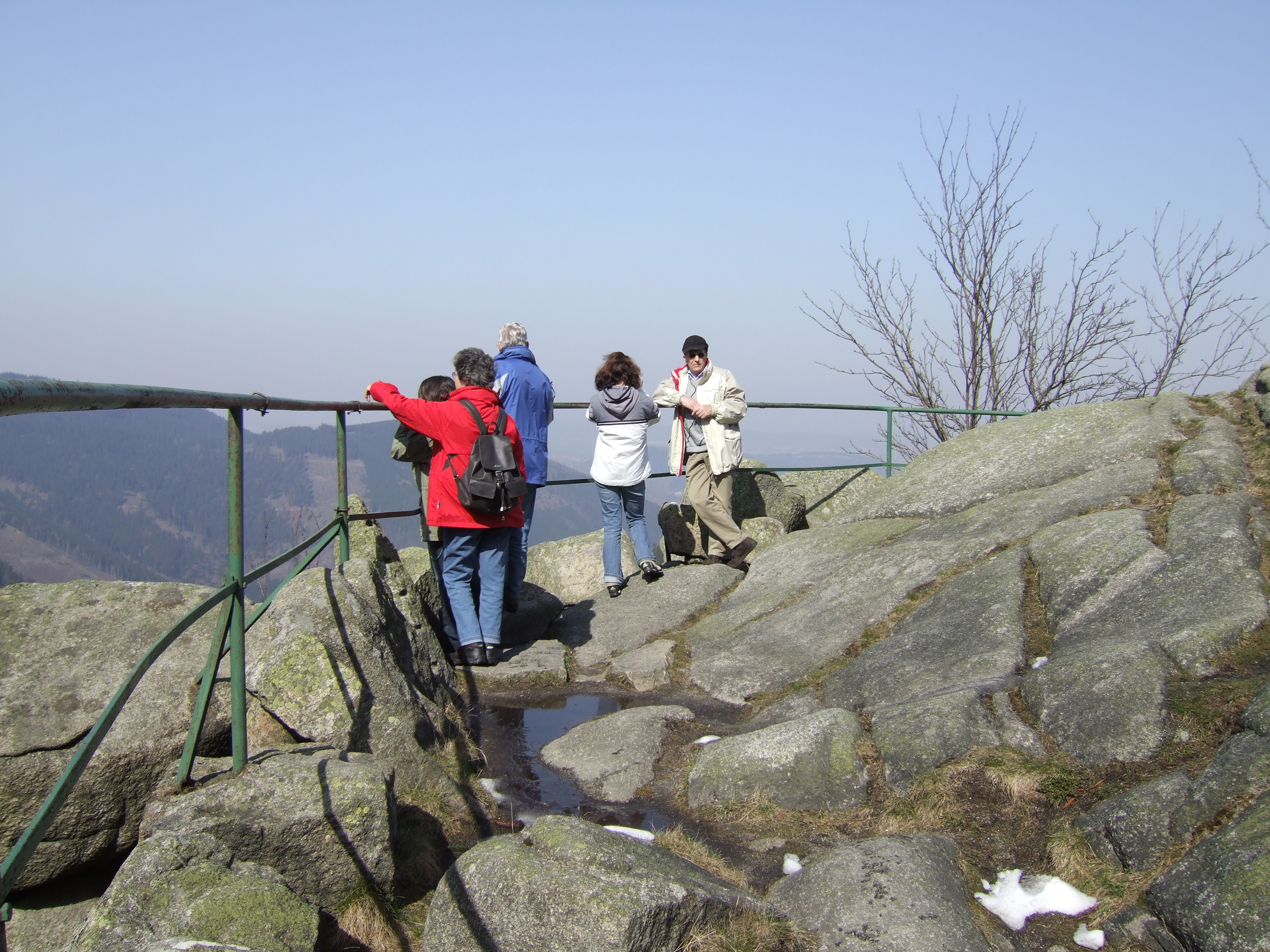
Auf den Kästeklippen des Huthbergs

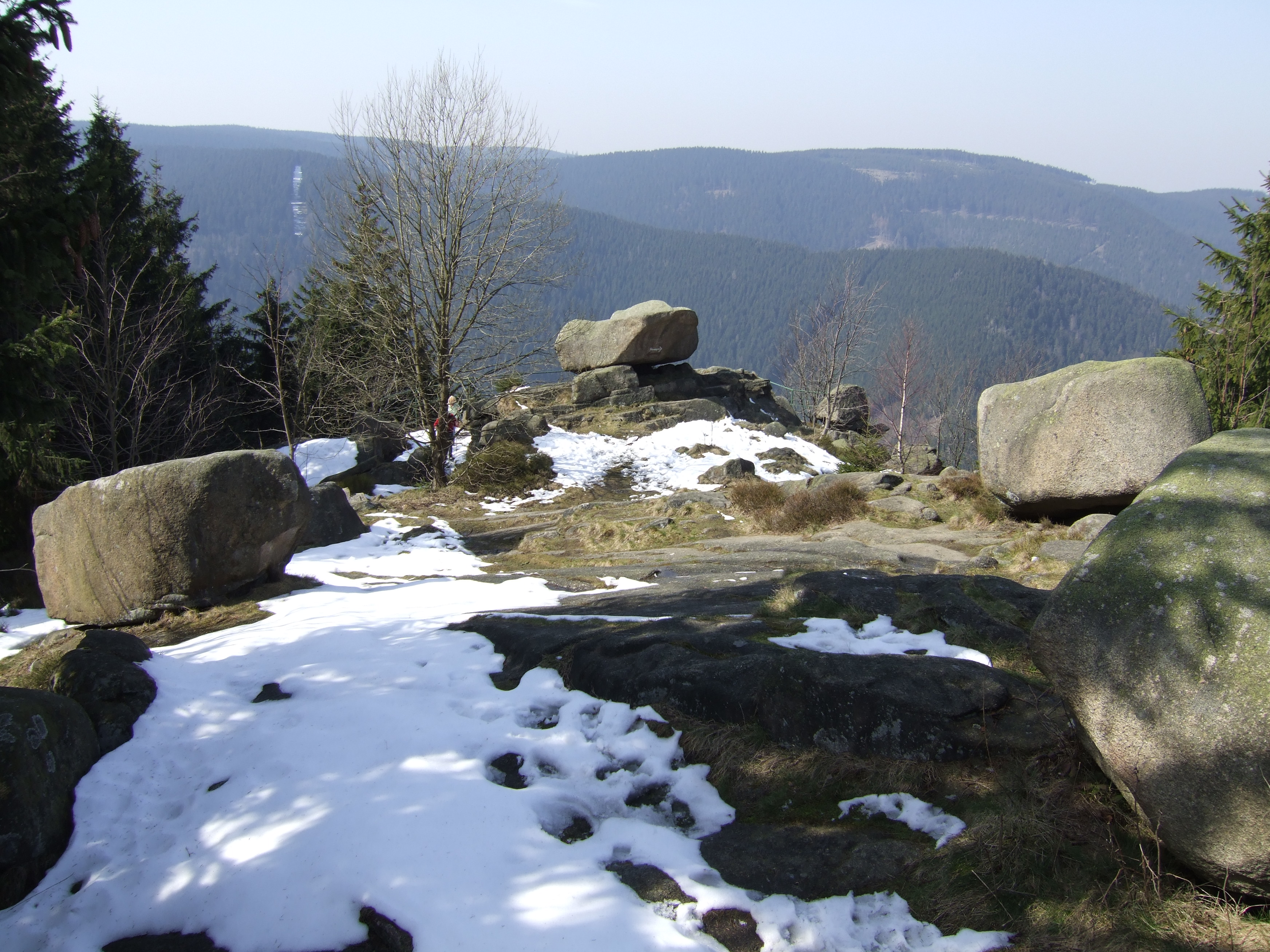
Auf den Kästeklippen

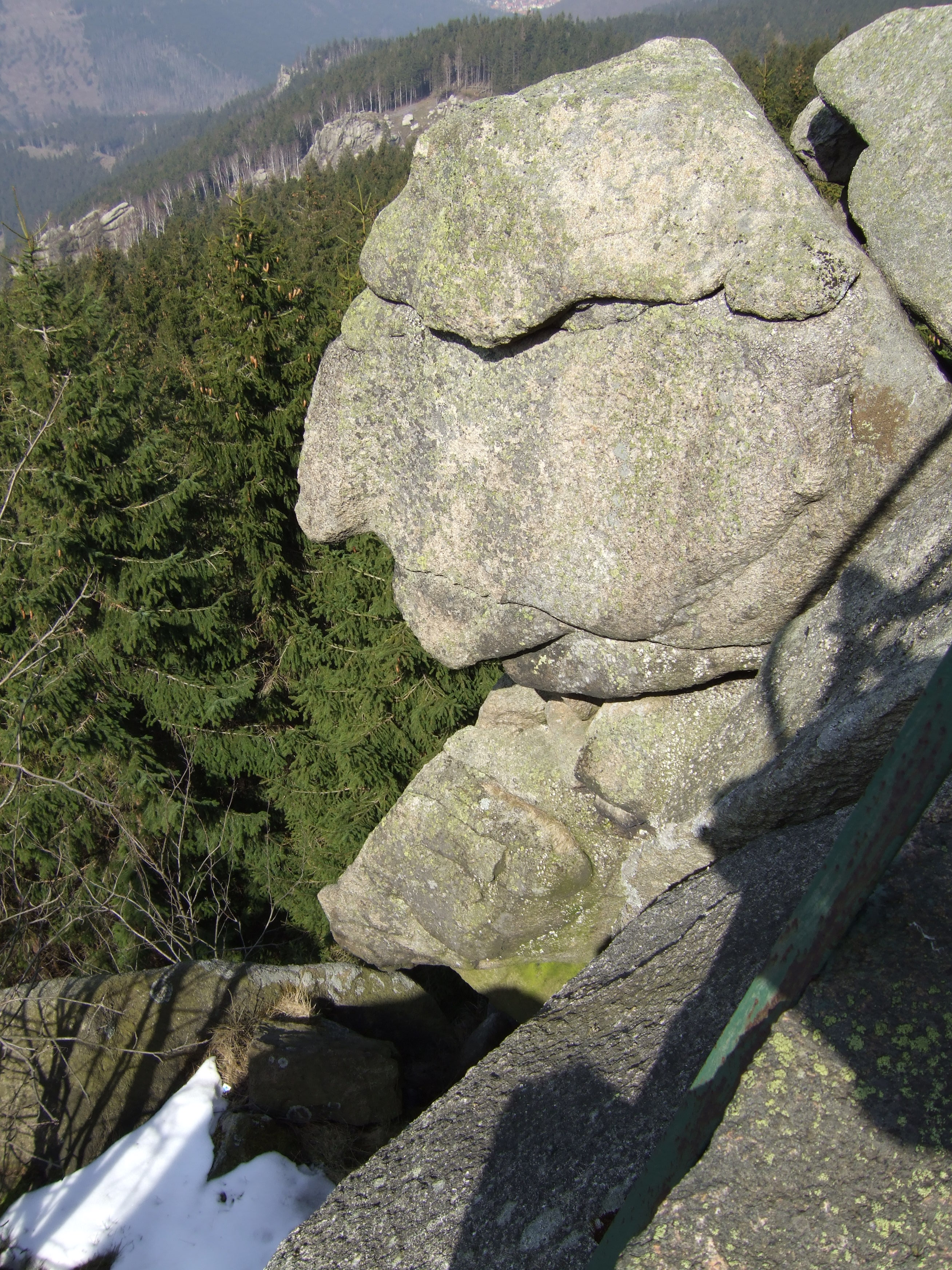
Der Alte vom Berge, Teil der Kästeklippen

Die Kästeklippen, auch Käste genannt, nahe Romkerhalle im gemeindefreien Gebiet Harz des niedersächsischen Landkreises Goslar sind eine Felsengruppe des Huthbergs (604,8 m ü. NHN) im Harz, deren höchste Stelle den Berggipfel bilden. Die Granitfelsen zeigen die für den Harz typische Wollsackverwitterung auf. Möglicherweise war die Klippengegend früher Schauplatz kultischer Handlungen. Auf der Gipfelregion des Huthbergs stand nahe den Klippen die Berggaststätte Kästehaus.

## Geographische Lage
Die Kästeklippen liegen im Naturpark Harz abwärts entlang der Oker betrachtet zwischen den Ortschaften Schulenberg im Südwesten und Oker im Norden etwa 1,3 km (Luftlinie) nordöstlich des am Fluss auf etwa 355 m Höhe gelegenen Hotel- und Restaurant-Anwesens Romkerhalle. Sie befinden sich im Oberharz auf dem Nordwestteil der Gipfelregion des bewaldeten Huthbergs, während die höchste Stelle dessen Gipfel (604,8 m) bildet. Die Landschaft des Berges fällt entlang der Klippen nach Westen zum tief eingeschnittenen Tal der Oker ab. Ein vorstehender Felsen direkt an der Aussichtsplattform ähnelt dem Gesicht eines alten Mannes und wird deswegen Der Alte vom Berge genannt. In der Umgebung der Felsengruppe liegen unter anderem die Hexenküche, die Feigenbaumklippe/-kanzel, die Mausefalle und der Treppenstein.

## Aussichtsmöglichkeiten
Vom Gipfel der Kästeklippen besteht Ausblick in das Okertal, hinab zum Goslarer Stadtteil Oker und zum Sudmerberg östlich vom Stadtteil Sudmerberg, aber auch hinauf zum Brocken. Bei guter Fernsicht reicht er bis weit in das Nördliche Harzvorland, unter anderem nach Braunschweig und zum Kraftwerk Buschhaus nahe Helmstedt.

## Verkehr und Wandern
Wichtigster Zugangsweg zu den Kästeklippen ist die Kästestraße, die für öffentlichen Kraftfahrzeugverkehr gesperrt ist. Sie führt von Bad Harzburg hinauf zum Schlackenplatz auf dem Morlberg und verläuft dann auf knapp 600 m Höhe über die Alte Schlewecke und vorbei an den Stiefmutterklippen zu den Kästeklippen. Von dort verläuft sie bergab, vorbei am Hinteren und Vorderen Ziegenrücken zum Goslarer Stadtteil Oker. Die Straße war einst von Bad Harzburg bis zur Käste vollständig asphaltiert. Überreste der Asphaltdecke sind noch heute zu erkennen.
Zahlreiche Waldwege und -pfade führen hinauf zu den als Wanderziel beliebten Kästeklippen, zum Beispiel beginnend an der Okertalsperre, bei Romkerhalle sowie in Oker, Göttingerode und Bad Harzburg.
Bis Anfang des Jahres 2018 war die seit 1928 auf der Gipfelregion des Huthbergs nahe den Klippen stehende Berggaststätte Kästehaus bewirtschaftet. Im Herbst 2019 wurde das Gebäude abgerissen. Ein Neubau, der wieder eine Einkehrmöglichkeit beherbergen soll, ist in Planung (Stand 2021). Nach dem Zweiten Weltkrieg gab es Pläne zum Bau eines Sessellifts zur Kästeklippe, die aber nicht realisiert wurden.

## Galerie

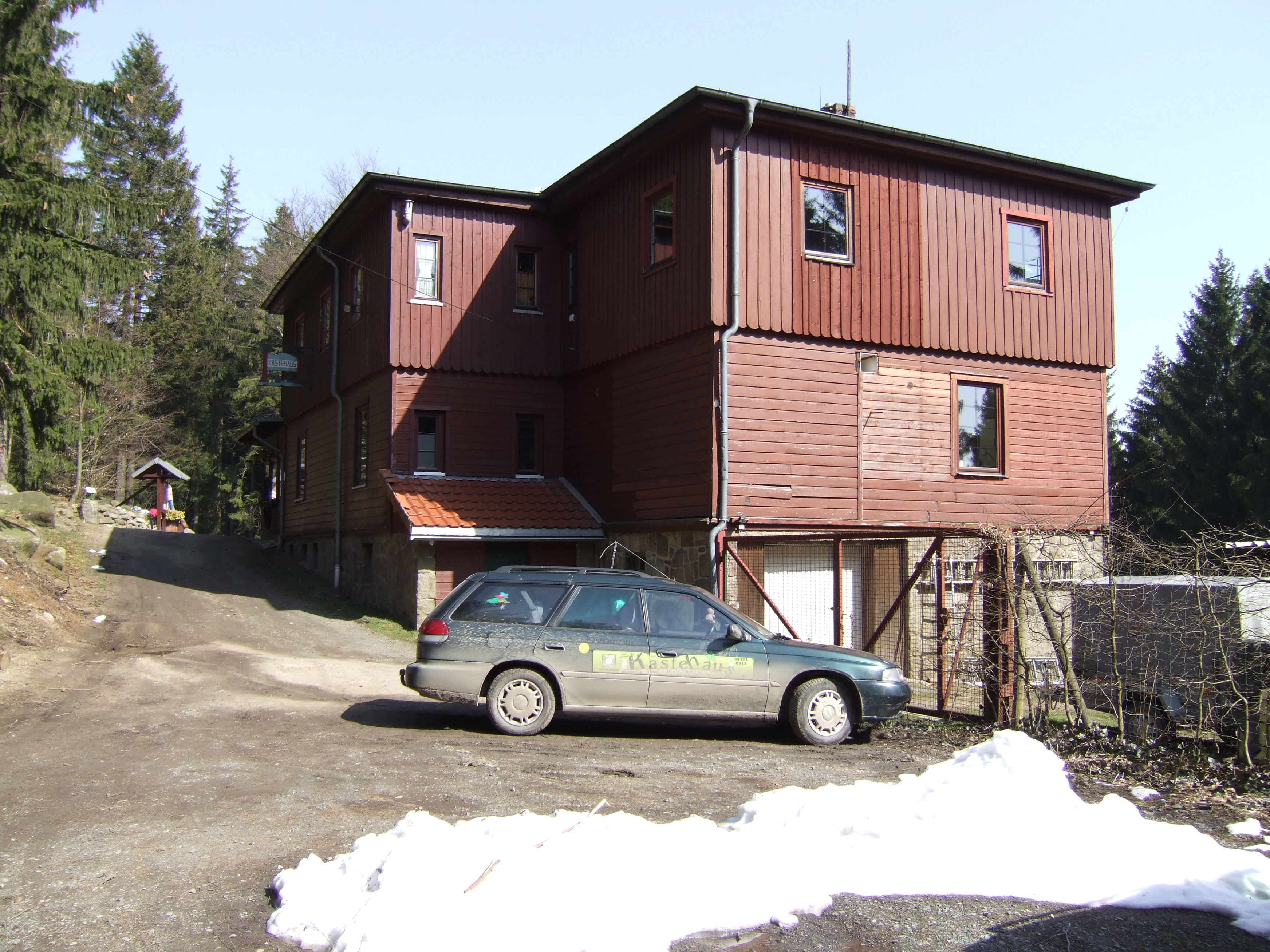
Das ehemalige Kästehaus nahe dem Gipfel des Huthbergs
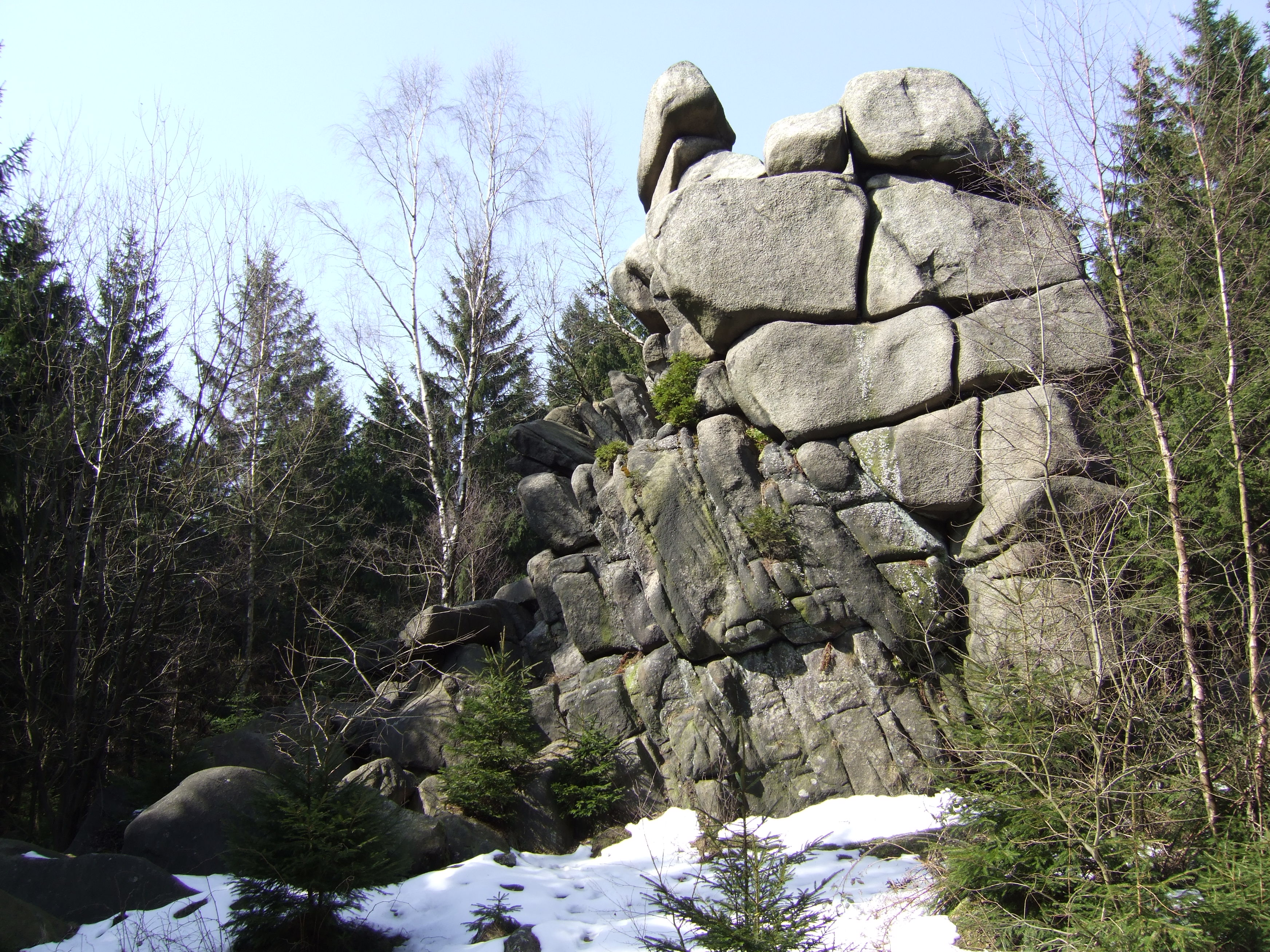
Hexenküche, benachbarte Klippe
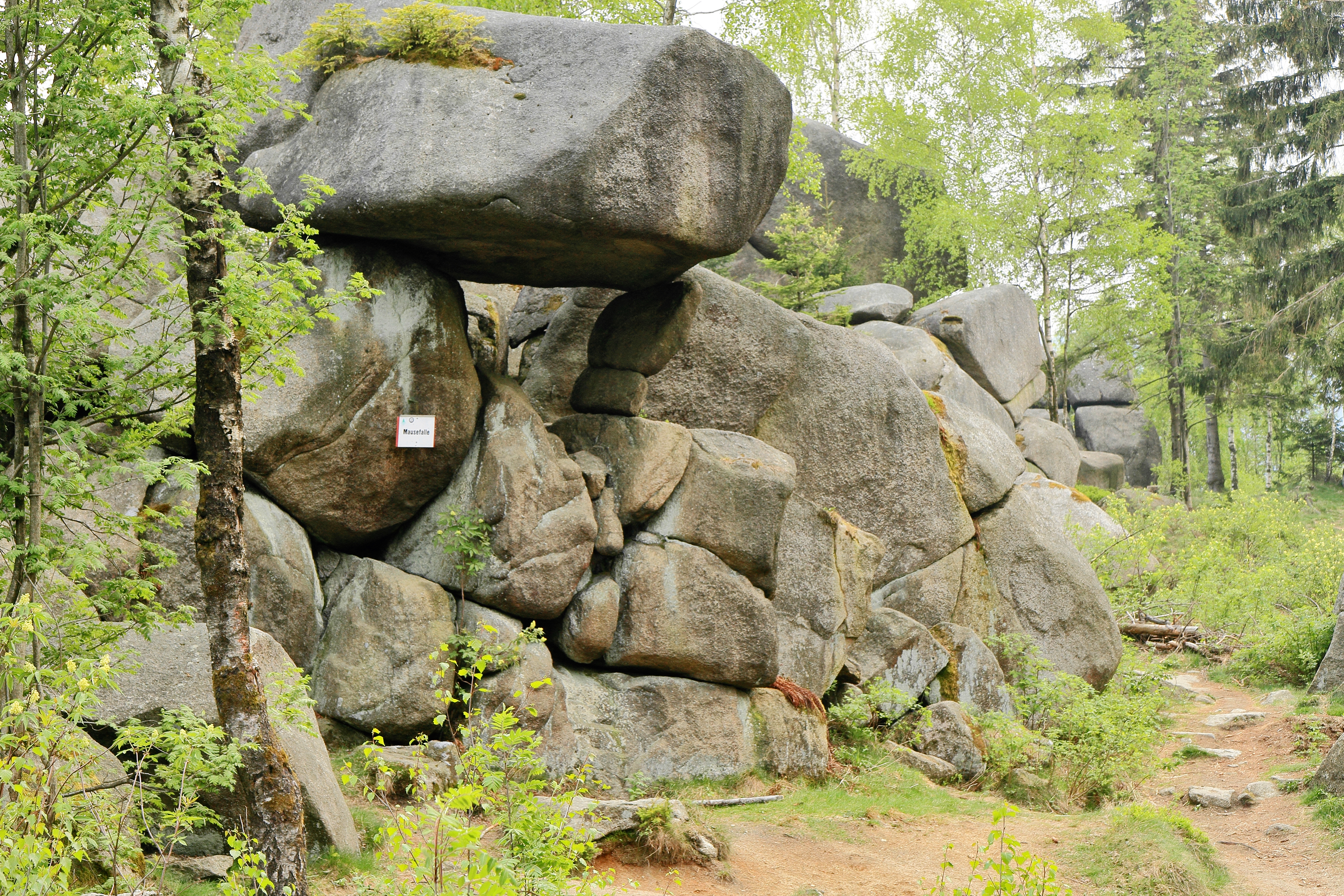
Mausefalle, kurioses Granitgebilde